# Liste der indischen Botschafter in Deutschland
Der Botschafter der Republik Indien leitet seit Oktober 1999 die Botschaft seines Landes in der Tiergartenstraße 17 im Berliner Ortsteil Tiergarten. In den Jahren 1951–1999 befand sich die Botschaft in der Willy-Brandt-Allee 16/18 in Bonn-Gronau.

## Missionschefs
| Ernannt / Akkreditiert | Leiter der Auslandsvertretung                  | Bemerkungen | Liste der Premierminister Indiens | akkreditiert bei      | Posten verlassen |
| ---------------------- | ---------------------------------------------- | --- | --------------------------------- | --------------------- | ---------------- |
| 1952                   | Subimal Dutt                                   | | Jawaharlal Nehru                  | Kabinett Adenauer I   | 1954             |
| 1955                   | A. C. Narayanan Nambiar                        | | Jawaharlal Nehru                  | Kabinett Adenauer II  | 1958             |
| 1958                   | Badruddin Tyabji                               | | Jawaharlal Nehru                  | Kabinett Adenauer III | 1960             |
| 1960                   | Parakat Achutha Menon                          | | Jawaharlal Nehru                  | Kabinett Adenauer III | 1964             |
| 15. Dez. 1964          | Shishir Kumar Banerjee                         | (* 21. Oktober 1913 in Uttarpara) | Lal Bahadur Shastri               | Kabinett Erhard I     | 9. Nov. 1967     |
| 9. Nov. 1967           | Khub Chand                                     | (* 16. Dezember 1911) 1961 Botschafter in Accra | Indira Gandhi                     | Kabinett Kiesinger    | 1970             |
| 15. Dez. 1970          | Kewal Singh                                    | | Indira Gandhi                     | Kabinett Brandt I     | 1972             |
| 1973                   | Yogendra Krishan Puri                          | | Indira Gandhi                     | Kabinett Brandt II    | 1975             |
| 1975                   | Mohammed Ataur Rahman                          | | Indira Gandhi                     | Kabinett Schmidt I    | 1980             |
| 1980                   | Ali Mohammed Khusro                            | | Indira Gandhi                     | Kabinett Schmidt II   | 1982             |
| 1982                   | Ram Sathe                                      | Ramchandra Dattatraya Sathe | Indira Gandhi                     | Kabinett Kohl I       | 1984             |
| 1984                   | Dileep Shankarrao Kamtekar                     | | Rajiv Gandhi                      | Kabinett Kohl II      | 1986             |
| 6. Feb. 1987           | Jagdish Chand Ajmani                           | | Rajiv Gandhi                      | Kabinett Kohl III     | 1988             |
| 1988                   | Anantanarayan Madhavan                         | | Rajiv Gandhi                      | Kabinett Kohl III     | 1991             |
| 1992                   | Kishan S. Rana                                 | | P. V. Narasimha Rao               | Kabinett Kohl IV      | 1995             |
| 1995                   | Satinder Kumar Lambah                          | Von 1986 bis 1989 Botschafter in Budapest, von 1992 bis 1995 Hochkommissar (Commonwealth) in Islamabad, von 1998 bis 2001 Botschafter in Moskau. 1983 Generalsekretär des 7. Gipfels der Bewegung der Blockfreien Staaten in Neu-Delhi. | P. V. Narasimha Rao               | Kabinett Kohl V       | 1998             |
| 1998                   | Ronen Sen                                      | | Atal Bihari Vajpayee              | Kabinett Kohl V       | 2002             |
| 2002                   | Tirumalai Cunnavakum Anandan Pillai Rangachari | | Atal Bihari Vajpayee              | Kabinett Schröder I   | 2005             |
| 2005                   | Meera Shankar                                  | Botschafterin | Manmohan Singh                    | Kabinett Schröder II  | 2009             |
| 2009                   | Sudhir Vyas                                    | | Manmohan Singh                    | Kabinett Merkel I     | 2011             |
| 9. März 2012           | Sujatha Singh                                  | Botschafterin | Manmohan Singh                    | Kabinett Merkel II    | 2013             |
| 20. Nov. 2013          | Vijay Keshav Gokhale                           | | Manmohan Singh                    | Kabinett Merkel II    | 2016             |
| 3. Feb. 2016           | Gurjit Singh                                   | | Narendra Modi                     | Kabinett Merkel III   | 2017             |
| 24. Apr. 2017          | Mukta Dutta Tomar                              | Botschafterin | Narendra Modi                     | Kabinett Merkel III   | 2021             |
| 6. Dez. 2021           | Parvathaneni Harish                            | | Narendra Modi                     | Kabinett Merkel IV    | 2024             |
| 23. Okt. 2024          | Ajit Vinayak Gupte                             | | Narendra Modi                     | Kabinett Scholz       |                  |